# Edmond Gondinet
Edmond Gondinet (Laurière, 7 marzo 1828 – Neuilly-sur-Seine, 19 novembre 1888) è stato uno scrittore e drammaturgo francese.

## Biografia
Edmond Gondinet nacque a Laurière (Alta Vienna) il 7 marzo 1828, figlio di un direttore dell'Administration des Domaines a Limoges. Fu zio di Michel Gondinet.
Quando ancora lavorava al Ministero delle finanze, fece rappresentare a Montpellier, dal 1853 al 1858, sotto lo pseudonimo di Julien de Laurière, numerose commedie, tra cui La vigne sauvée.
Nel 1860 si trasferì a Parigi, dove ottenne consensi di pubblico e di critica con Les victimes de l'argent e Les révoltées (1865).
Nel 1865 la sua vita ricevette una svolta, visto che rinunciò al lavoro direttivo al Ministero delle finanze, per occuparsi a tempo pieno di teatro e di commedie.
Tra le sue quasi quaranta opere, alcune in collaborazione con Eugène Labiche e Alphonse Daudet, le più riuscite risultarono: Il più felice dei tre (1870), Un viaggio di piacere (1881), Gavaut, Un parigino, Il capodivisione, che entrarono anche nel repertorio delle compagnie italiane.
Pur ritenuto un autore di vaudeville (Le Roi l'a dit, 1873; Les affolés, 1883), Gondinet evidenziò meno legami con l'intrigo e con le avventure sconvolgenti, e una maggiore passione per i dialoghi frizzanti e all'ambientazione, alla quale focalizzò le sue descrizioni, critiche, talvolta satiriche ma bonarie, del costume sociale; le sue commedie si dimostrarono abilmente costruite, oltre che ricche di elegante e misurata comicità.
Nel 1869 gli fu assegnato il titolo di cavaliere della Legion d'onore, per i suoi meriti professionali.
Alphonse Daudet disse di lui: «Conosco in Gondinet solo una colpa: non sa come dire di no».
Emile de Najac invece disse di lui: «Ho suggerito che Gondinet avesse solo amici. Questo non è corretto. Aveva un nemico terribile: la sua bontà».
Edmond Gondinet morì a Neuilly-sur-Seine il 19 novembre 1888.

## Opere
- 1863 Trop curieux, commedia in un atto.
- 1865 Les Victimes de l'argent, comedia in tre atti.
- 1865 Les Révoltées, commedia in un atto.
- 1867 La Cravate blanche, commedia in un atto.
- 1868 Le Comte Jacques, comédie in tre atti.
- 1868 Les Grandes Demoiselles, commedia in un atto.
- 1869 Gavaud, Minard et Cie, commedia in tre atti.
- 1870 Le Plus Heureux des trois, commedia in tre atti.
- 1870 Fin courant.
- 1871 Christiane, commedia in quattro atti.
- 1872 Paris chez lui, commedia in tre atti.
- 1873 Le Roi l'a dit.
- 1873 Panazol, commedia in un atto.
- 1873 Le Chef de division, commedia in tre atti.
- 1873 Libres !, dramma in cinque atti.
- 1874 Gilberte, commedia di quattro atti.
- 1874 Le Homard, Vaudeville in un atto.
- 1875 Le Panache, commedia in un atto.
- 1876 Le Pélican Bleu, commedia in un atto.
- 1876 Le Dada, vaudeville in tre atti.
- 1877 Professeur pour dames, commedia in un atto.
- 1877 Le Tunnel, commedia in un atto.
- 1877 Les Convictions de papa, commedia in un atto.
- 1877 Le Club, commedia in 3tre atti.
- 1877 La Belle Madame Donis, commedia in quattro atti.
- 1878 Les Vieilles Couches, commedia in tre atti.
- 1878 Les Cascades, commedia in un atto.
- 1878 Tant plus ça change, vaudeville in tre atti.
- 1879 Le Grand Casimir, vaudeville in tre atti.
- 1879 Les Tapageurs, commedia in tre atti.
- 1879 Jonathan, commedia in tre atti.
- 1880 Les Voltigeurs de la 32ème, opera-comica in tre atti.
- 1880 Le Nabab, commedia in cinque atti.
- 1880 Jean de Nivelle, opera-comica in tre atti.
- 1880 Les Grands Enfants, commedia in tre atti.
- 1880 Les Braves gens, commedia in quattro atti.
- 1881 L'Alouette, commedia in atto.
- 1881 Un Voyage d'agrément, commedia in tre atti.
- 1881 Une Soirée parisienne, fantasia in tre atti.
- 1882 Le Volcan, commedia in tre atti.
- 1882 Tête de linotte, commedia in tre atti.
- 1883 Peau Neuve, commedia in tre atti.
- 1883 Lakmé, opera-comica in tre atti.
- 1883 Les Affolés, commedia in quattro atti.
- 1885 Mam'zelle Gavroche, operetta in tre atti.
- 1885 Clara Soleil, commedia in tre atti.
- 1885 Le Baron de Carabasse, commedia in tre atti.
- 1886 Le Parisien, commedia in tre atti.
- 1886 Viviane, commedia in cinque atti.
- 1887 Dégommé, commedia in tre atti.